# 萊克本頓 (明尼蘇達州)
萊克本頓（英語：Lake Benton）是一個位於美國明尼蘇達州林肯縣的城市。

## 歷史
萊克本頓於1879年成立，1873年設立營運至今的郵局。此地得名自附近同名的湖。萊克本頓於1882年至1902年間曾是林肯縣的縣城，其後因新建立的艾凡荷更接近縣的中心而遷都。

## 人口
根據2020年美國人口普查的數據，萊克本頓的面積為10.50平方千米，當中陸地面積為8.30平方千米，而水域面積為2.19平方千米。當地共有人口687人，而人口密度為每平方千米65人。